# Kalki

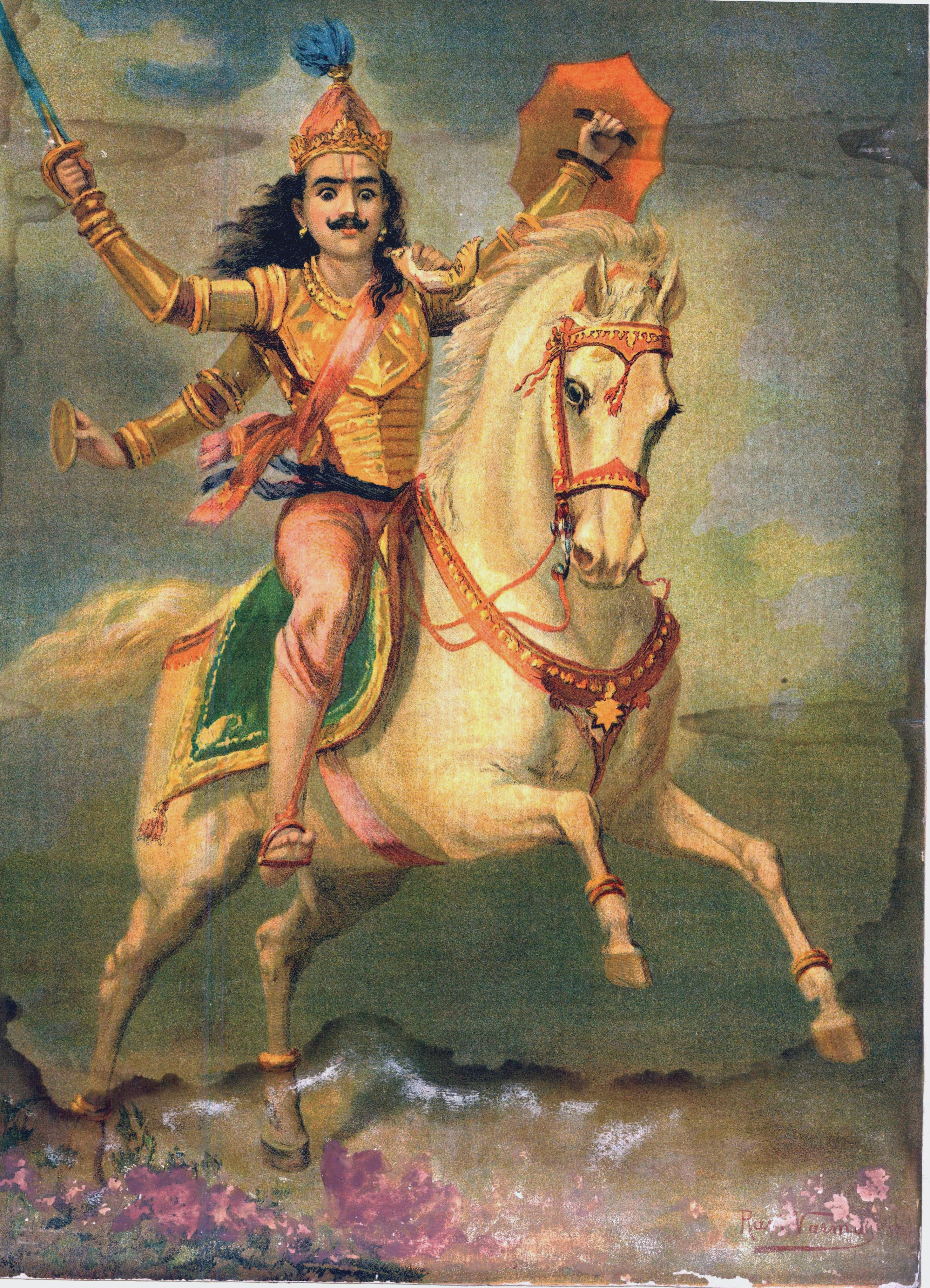
Kalki (XIX secolo)

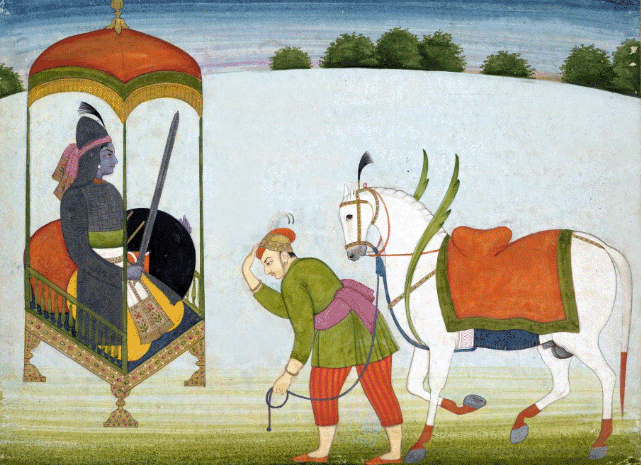
Kalki (XVIII secolo)

Kalki (devanāgarī: कल्कि; anche Kalkin) è, nell'induismo, un avatāra di Visnù, il cui avvento segnerà la fine del Kali Yuga, l'epoca attuale di discordia e ipocrisia, oscurità e corruzione.

## Fonti
Le caratteristiche e le vicende inerenti all'avatāra Kalki sono narrate in particolar modo nel Kalki Purāṇa, ma la sua figura è tratteggiata anche, tra gli altri, negli Agni Purāṇa (16), nei Vāyu Purāṇa (98 e 104), nei Brahmā Purāṇa (213), nei Liṅga Purāṇa (I, 40) e nel Mahābhārata (II, 50; III, 192).
Così il Bhāgavata Purāṇa:
(Bhāgavata Purāṇa I,3,25)
Kalki apparirà in sella a un cavallo bianco, brandendo una spada che risplenderà come una stella. Punirà i malvagi e consolerà i virtuosi, infine distruggerà l'intero mondo da cui sorgerà una nuova era, con una nuova umanità.

## Origini del mito
Una delle più antiche citazioni di Kalki è nel Viṣṇu Purāṇa, risalente alla fine del periodo Gupta, intorno al VII secolo; a questo fa seguito l'Agni Purāṇa (Agni è dio induista del fuoco e simbolo di energia vitale e trasformazione), uno dei primi ad indicare Gautama Buddha tra le manifestazioni di Visnù, e che nel citare Kalki sembra prendere a fondamento il precedente; infine il Kalki Purāṇa, un Purāṇa "minore", contiene un'esaustiva esposizione di aspettative e predizioni su quando, dove e perché egli verrà, e cosa verrà a compiere: questo Purāṇa ha una prospettiva estremamente militante, e prevede la sconfitta delle tradizioni ritenute eretiche in quanto non aderenti alla tradizione dei Veda, come buddismo e giainismo. È inoltre citato anche in altri Purāṇa minori.
È stato ipotizzato che il Kalki Purāṇa sia stato scritto come risposta induista alle profezie buddiste del Kalachakra Tantra o quelle relative a Maitreya, il buddha futuro. Nel buddismo di scuola Kalachakra i Kulika sono i re di Śambhala, il leggendario regno che sarà fondato quando tutta l'umanità sarà illuminata.